# هييسوغ بارك
هييسوغ بارك (ولدت عام 1966 في جينهـي، كوريا الجنوبية) هي خزافة ومربية ألمانية من أصل كوري جنوبي، معروفة بمساهماتها المبتكرة في فن الخزف المعاصر.

## السيرة الذاتية

### الحياة المبكرة والتعليم
وُلدت بارك عام 1966 في جينهـي، وهي منطقة أصبحت جزءًا من مدينة تشانغوون في عام 2010. انتقلت إلى ألمانيا لمتابعة دراستها العليا في الفنون. من عام 2001 إلى 2007، درست تصميم الخزف والبورسلان والزجاج تحت إشراف البروفيسور غيرهارد هان وتوماس كليغين في جامعة العلوم التطبيقية نيدرراين في مدينة كريفيلد.   أثناء دراستها، في عامي 2006 و2007، عملت كمساعدة للبروفيسور هان، مما أتاح لها اكتساب خبرة قيّمة في التدريس والبحث العلمي.  

### المسيرة الفنية
في عام 2008، شاركت بارك في إقامة فنية كضيف في "راكيتيشتاتسيون هومبرويش" في مدينة نويس، وهي تجربة أثّرت بشكل كبير في تطورها الفني.   تتميّز أعمال بارك بدمجها بين التقنيات التقليدية للخزف الكوري والتصميم المعاصر، مما يعكس خلفيتها الثقافية المزدوجة. وغالبًا ما تتناول إبداعاتها مواضيع الطبيعة والتحوّل، حيث تستخدم مواد مثل البورسلان والزجاج لصنع منحوتات وقطع وظيفية. 

## الأدوار التدريسية والأكاديمية
كانت بارك نشطة في المجال الأكاديمي، حيث شاركت خبرتها مع الطلاب في عدة مؤسسات. من عام 2008 حتى 2015، شغلت منصب محاضرة في قسم الإنتاج الفردي في العمارة بالمدرسة العليا التقنية الراينية الوستفالية بآخن. وحتى عام 2019، عملت أيضًا في ثلاثة أقسام مختلفة ضمن كلية العمارة في نفس الجامعة. 

## الجوائز والتقديرات
خلال مسيرتها المهنية، حصلت بارك على عدة جوائز وتكريمات:
- 2013: حصلت على جائزة المقيم من رابطة محرري المجلات الدولية للخزف (ICMEA) في فوبينغ، الصين. [5] [7]
- 2009: نالت جائزة في معرض "مانوفاكتوم"، وهو المعرض الحكومي الرابع والعشرون المخصص لتحديد الجوائز الحكومية للحرف اليدوية في ولاية شمال الراين-وستفاليا. [3] [6]
- 2008: حصلت على الجائزة الثانية في معرض "النحت الزجاجي والحديقة" (Glasplastik und Garten)، وهو معرض دولي أُقيم في مدينة مونستر.[3] [6]
- 2005: حصلت على تنويه في المسابقة الدولية لبينالي الخزف العالمي في كوريا. [3] [6]
- 2004: نالت جائزة في مسابقة "جائزة مويرس الفنية" (Moerser Kunstpreis) في مدينة مويرس، ألمانيا. [3] [6]

## المعارض
تم عرض أعمال بارك في العديد من المعارض:
- 2023: شاركت في معرض "ArtArtist" في Raum für Kunst بمدينة دوسلدورف، ومعرض "Swing by" في صالة SITTart في دوسلدورف، وكذلك في "معرض الفن في لوس أنجلوس" (LA Art Show) في الولايات المتحدة الأمريكية. [5]
- 2013: عرضت أعمالها في مسابقة رابطة محرري المجلات الدولية للخزف (ICMEA) في فوبينغ، الصين. [3] [7]
- 2011: شاركت في معرض "Transform" إلى جانب إيفانجيلوس بابادوبولوس، غيرد-إكسو، وكريستيان فوغت في "أتولييه هاوس آخن" (Atelierhaus Aachen). [6]
- 2009: عُرضت أعمالها في معرض "مانوفاكتوم"، المعرض الحكومي الرابع والعشرون لتحديد الجوائز الحكومية للحرف اليدوية في ولاية شمال الراين-وستفاليا، وذلك في متحف نيدراين للفولكلور وتاريخ الثقافة (Niederrheinisches Museum für Volkskunde und Kulturgeschichte e.V.) في مدينة كيفيلار. [6]
- 2008: شاركت في معرض "النحت الزجاجي والحديقة" (Glasplastik und Garten)، وهو معرض دولي أُقيم في مدينة مونستر. [6]

## الإقامات
في عام 2019، كانت بارك فنانة مقيمة في المركز الإبداعي في ستوذفارتفيوردور، آيسلندا، حيث تفاعلت مع البيئة المحلية لاستلهام أعمال فنية جديدة.  